# Blanche Emily Wheeler
Blanche Emily Wheeler  (auch Blanche Emily Wheeler-Williams, * 9. Januar 1870 in Concord, Massachusetts; † 9. Dezember 1936 in Cambridge, Massachusetts) war eine US-amerikanische Archäologin. Sie assistierte Harriet Ann Boyd, der ersten Frau, die archäologische Grabungen leitete, bei der Entdeckung von Gournia.

## Leben
Blanche Emily Wheeler war die Tochter von George Francis Wheeler und Alice Rattray. Die Familie Wheeler ist alteingesessen in Massachusetts und geht zurück auf die ersten Pilger der Plymouth Colony. Als Kind hatte sie engen Kontakt mit ihrer Großmutter Harriet Lincoln Wheeler, die eine Anhängerin des Transzendentalismus und mit den Vordenkern Ralph Waldo Emerson, Henry David Thoreau, Amos Bronson Alcott, Louisa May Alcott und Abigail May Alcott eng befreundet war.
Blanche Wheeler studierte am Smith College in Northampton Klassische Altertumswissenschaft. Hier lernte sie Harriet Ann Boyd kennen, die eine gute Freundin wurde. Obwohl sie eine gute Schülerin war, brach sie das Studium mit Abschluss Bachelor ab, was für eine Frau zu dieser Zeit nicht ungewöhnlich war.
Von 1892 bis 1904 arbeitete sie am Gymnasium Mary C. Wheeler School ihrer Tante Mary Colman Wheeler und unterrichtete Latein, Griechisch und Englisch. Von 1898 bis 1899 legte Blanche Wheeler ein Sabbatjahr ein, um an der American School of Classical Studies in Rome zu studieren. Zusammen mit Harriet Ann Boyd und Mary K. Waring reiste sie nach Griechenland und besuchte Ägina, Phokis, Phthiotis, die Peloponnes und Attika.
1901 war Jane Boit Patten, die ein Jahr zuvor Harriet Ann Boyd bei ihren Ausgrabungen auf der Insel Kreta unterstützt hatte, unabkömmlich und so sprang Blanche Wheeler für sie ein. Am 7. Mai 1901 begann man mit Grabungen im Avgo-Tal und danach am Ort Aloni bei Kavousi, doch die Funde waren mager. Deshalb suchte Harriet Boyd nach einer besseren Ausgrabungsstätte aus der Bronzezeit. Durch den Tipp eines einheimischen Bauern wurde man auf Gournia aufmerksam. Nach Probegrabungen stellte sich heraus, dass der Ort reiche Funde versprach. Nachdem man die Grabungsgenehmigung erhalten hatte, kam eine bronzezeitliche Stadt zum Vorschein.
Bei der nächsten Grabung in Gournia 1903 konnte Blanche Wheeler nicht teilnehmen und so nahm Richard Berry Seager ihre Stelle ein. Sie beteiligte sich aber an der Veröffentlichung der Grabungsergebnisse. 1904 heiratete sie Emile Francis Williams, einen Orientteppichimporteur, mit dem sie zusammen später ein Buch Undiscovered France schrieb. Ein letztes Buch Mary C. Wheeler. Leader in Art and Education. schrieb Blanche Wheeler-Williams zu Ehren ihrer Tante.

## Werke
- Stone Vases in Gournia, Vasiliki and other prehistoric cities on the Isthmus of Hierapetra, Crete ; excavations of the Wells-Houston-Cramp expeditions 1901, 1903, 1904, the American exploration Society, Free Museum of science and art, 1908
- Cult Objects in Gournia, Vasiliki and other prehistoric cities on the Isthmus of Hierapetra, Crete ; excavations of the Wells-Houston-Cramp expeditions 1901, 1903, 1904, the American exploration Society, Free Museum of science and art, 1908
- Religion of the Minoans in Gournia, Vasiliki and other prehistoric cities on the Isthmus of Hierapetra, Crete ; excavations of the Wells-Houston-Cramp expeditions 1901, 1903, 1904, the American exploration Society, Free Museum of science and art, 1908
- Stones from Gournia in Gournia, Vasiliki and other prehistoric cities on the Isthmus of Hierapetra, Crete ; excavations of the Wells-Houston-Cramp expeditions 1901, 1903, 1904, the American exploration Society, Free Museum of science and art, 1908
- Minoan Writing and Dress in Gournia, Vasiliki and other prehistoric cities on the Isthmus of Hierapetra, Crete ; excavations of the Wells-Houston-Cramp expeditions 1901, 1903, 1904, the American exploration Society, Free Museum of science and art, 1908
- zusammen mit Emile Francis Williams. Undiscovered France; an eight-weeks automobile trip in the provinces with special reference to the architecture, archaeology, history, and scenery. Boston, Houghton Mifflin, 1927.
- Mary C. Wheeler. Leader in Art and Education. Providence, Wheeler School.